# Sexto Julio César (cónsul 157 a. C.)
Sexto Julio César  fue un político, militar y diplomático romano del siglo II a. C. perteneciente a la gens Julia.

## Familia
Sexto César fue miembro de los Julios Césares, una rama patricia de la gens Julia. Fue probablemente hijo de Sexto Julio César y padre del pretor Sexto Julio César. Algunos autores le hacen hermano del pretor del año 183 a. C. Lucio Julio César o, alternativamente, del año 166 a. C. Lucio Julio César; otros añaden al senador Lucio Julio César entre sus hijos e indican que el pretor Sexto Julio pudo ser alternativamente hijo de Lucio César, el pretor del año 166 a. C.

## Carrera pública
Nació alrededor del año 201 a. C. Fue tribuno militar en el año 181 a. C. y miembro de una embajada a Macedonia en el año 170 a. C. para restaurar la libertad a los habitantes de Abdera.
Su primera magistratura importante fue la de edil curul en el año 165 a. C. en la que dio un gran espectáculo en los Juegos Megalesios, en unión de su colega Cneo Cornelio Dolabela, durante los cuales por primera vez se representó la obra Hecyra de Terencio.
Fue elegido cónsul con Lucio Aurelio Orestes en el año 157 a. C. Diez años después, encabezó una embajada a Acaya para evitar disputas con los lacedemonios.